# Тейен (тауншип, Миннесота)
Тейен (англ. Teien) — тауншип в округе Китсон, Миннесота, США. На 2000 год его население составило 85 человек.

## География
По данным Бюро переписи населения США площадь тауншипа составляет 75,7 км², из которых 74,5 км² занимает суша, а 1,3 км² — вода (1,68 %).

## Демография
По данным переписи населения 2000 года здесь находились 85 человек, 38 домохозяйств и 28 семей. Плотность населения —  1,1 чел./км². На территории тауншипа расположена 51 постройка со средней плотностью 0,7 построек на один квадратный километр. Расовый состав населения: 100,00 % белых. Испанцы или латиноамериканцы любой расы составляли 1,18 % от популяции тауншипа.
Из 38 домохозяйств в 13,2 % воспитывались дети до 18 лет, в 68,4 % проживали супружеские пары, в 2,6 % проживали незамужние женщины и в 23,7 % домохозяйств проживали несемейные люди. 23,7 % домохозяйств состояли из одного человека, при том 13,2 % из — одиноких пожилых людей старше 65 лет. Средний размер домохозяйства — 2,24, а семьи — 2,62 человека.
12,9 % населения — младше 18 лет, 7,1 % — в возрасте от 18 до 24 лет, 15,3 % — от 25 до 44, 30,6 % — от 45 до 64, и 34,1 % — старше 65 лет. Средний возраст — 52 года. На каждые 100 женщин приходилось 107,3 мужчин. На каждые 100 женщин старше 18 приходилось 105,6 мужчин.
Средний годовой доход домохозяйства составлял 36 250 долларов, а средний годовой доход семьи —  37 250 долларов. Средний доход мужчин —  30 938  долларов, в то время как у женщин — 21 250. Доход на душу населения составил 21 792 доллара. За чертой бедности находились 5,7 % семей и 4,0 % всего населения тауншипа.